# 아스트로샛

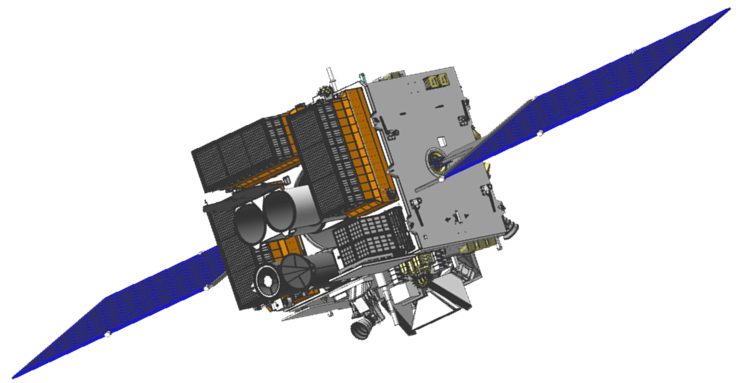
아스트로샛

아스트로샛(Astrosat)은 인도 최초의 전용 다파장 우주망원경이다. 이 위성은 2015년 9월 28일 PSLV-XL에서 발사되었다. 이 위성의 성공으로 ISRO는 아스트로샛의 후속으로 아스트로샛-2를 발사할 것을 제안했다.

## 개요
1996년에 발사된 위성 탑재 인도 X선 천문학 실험(IXAE)이 성공한 후, 인도우주연구기구(ISRO)는 2004년에 본격적인 천문학 위성인 아스트로샛의 추가 개발을 승인했다.
인도와 해외의 여러 천문학 연구 기관이 위성용 장비를 공동으로 제작했다. 적용 범위가 필요한 중요한 영역에는 인근 태양계 물체부터 먼 별 및 우주학적 거리에 있는 물체에 이르는 천체 물리학 물체에 대한 연구가 포함된다. 뜨거운 백색왜성의 맥동부터 활동은하핵의 맥동까지 다양한 변수에 대한 타이밍 연구도 우주위성으로 수행할 수 있으며, 시간 범위는 밀리초에서 수일에 이른다.
아스트로샛은 IRS급 위성을 통해 지구에 가까운 적도 궤도로 이동하는 다파장 천문학 임무이다. 탑재된 5개의 장비는 가시광선(320~530nm), 근자외선(180~300nm), 원적외선(130~180nm), 연X선(0.3~8keV 및 2~10keV) 및 경성 X선, 전자기 스펙트럼의 X선(3~80keV 및 10~150keV) 영역을 포괄한다.
아스트로샛의 승인된 비용은 ₹177.85 크룩(crore)이었다. 아스트로샛은 2015년 9월 28일 오전 10시에 PSLV-XL 차량을 타고 사티시 다완 우주 센터에서 성공적으로 발사되었다.

## 같이 보기
- 인도우주연구기구
- 자외선천문학
- 엑스선천문학